# Blaqk Audio
Blaqk Audio est un groupe de musique électronique, originaire d'Oakland, en Californie, formé en 2001 par Davey Havok et Jade Puget, actuellement membres du groupe AFI.

## Histoire
Davey Havok et Jade Puget ont commencé à écrire de la musique pour Blaqk Audio autour de 2001, mais ils étaient trop occupés avec AFI pour consacrer assez de temps pour le projet côté électronique. Ils sont revenus au projet en 2006 et l'album CexCells a été mis en Août 2007.

## CexCells
Ils sont entrés en studio pour enregistrer quelques chansons pour leur premier album en Janvier 2007. Jade Puget a gardé les fans au courant des mises à jour à travers son blog, la page My space du groupe a été créée en Février 2007. 
En Juillet 2007 ils avaient filmé des images pour le clip de leur premier single "Stiff Kittens" mais la vidéo n'a jamais été terminée.
Le 12 janvier 2008, Jade Puget a rajouté une nouvelle chanson sur leur page Myspace intitulé "the Ligature".
Les versions instrumentales des chansons "between breaths" et "The Love Letter" ont été utilisés sur le site officiel pour le film de 2008 The Eye. En réponse Jade Puget a suggéré lors d'une éventuelle libération du public que toutes les chansons de l'album CexCells seront sous forme instrumentale

## nouvelle récente
Jade Puget a fait un remix pour le groupe tokio hotel de leur chanson "Ready, Set, Go!" appelé "Ready, Set, Go! (AFI / Blaqk Audio Remix)" et il peut être trouvé sur l'album scream america
pendant la promotion du nouveau single de AFI "Medicate" , Davey Havok a déclaré que le deuxième album de Blaqk Audio étais déjà terminé, mais ils sont axés sur  AFI comme ils ont dit en interview si nous travaillons seulement sur Blaqk Audio nos fans vont penser que AFI n'est pas notre priorité . Jade Puget a révélé que le nom de l'album à venir est Bright Black Heaven . Ils ont continué à écrire de nouvelles chansons, de sorte que le nouvel album peut passer par des changements considérables avant la sortie.
Ils ont enregistré plus d'une trentaine de nouvelles chansons. Depuis Février 2010, la station de radio basée en Californie Live 105 a joué une de leurs nouvelles chansons intitulée Ill Lit ships. Et le 22 juillet 2010, BPM sur Sirius XM Radio ont joué une nouvelle chanson intitulée "Bon Voyeurs". Et le 24 octobre 2010, Live105 première une chanson intitulée "Mouth to Mouth".
Blaqk Audio ont performé aux Subsonic Spookfest 2010 avec huit chansons, trois d'entre eux étant complètement nouvelles chansons:. "This Is ...", "Fade to White" et "lets be honest" . Le 25 novembre 2010, Blaqk audio ont diffusé une chanson intitulée "Down Here" sur leur page Soundcloud.
Le 6 janvier 2011, ils ont présenté un spectacle au club Popscene à San Francisco, en jouant deux nouvelles chansons parmi d'autres: «Say Red» et «Everybody's Friends» . Le 23 juillet 2011, une chanson jusqu'alors inconnue appelée "Bliss" a été. téléchargés sur leur page Soundcloud ainsi que "Ill it ships" et "Mouth to Mouth". La chanson "Bliss" a également été créé sur 105 Live.
Une de leurs nouvelles chansons « The Witness » est sur la bande originale officielle du film Abduction sorti le 20 septembre 2011 . Une autre chanson qui s'appelle "Afterdark" est sur l'album de la bande originale officielle du jeu vidéo Batman:Arkham City, sortie le 4 octobre 2011
En Mars 2012 Blaqk Audio ont entamé une tournée en Australie et en Nouvelle-Zélande avec un acte de soutien pour le groupe de rock alternatif Evanescence.